# Ira Sachs
Ira Sachs   (Memphis, 21 de novembre de 1965) és una cineasta estatunidenc. Va començar la seva carrera dirigint curtmetratges com Vaudeville (1991) i Lady (1993) abans de debutar al llargmetratge amb The Delta (1997). Més endavant, va merèixer elogis per les seves pel·lícules dramàtiques independents Forty Shades of Blue (2005), Keep the Lights On (2012), L'amor és estrany (2014), Little Men (2016), protagonitzada per Jennifer Ehle i Greg Kinnear, i Passages (2023).

## Trajectòria
Ira Sachs va néixer a Memphis. El seu pare va créixer a Park City (Utah). Sachs va assistir amb freqüència al Festival de Cinema de Sundance mentre era estudiant. Va matricular-se a la Universitat Yale i es va graduar el 1988 amb una llicenciatura en literatura, amb un enfocament en estudis cinematogràfics i teoria cinematogràfica. Es va traslladar a la ciutat de Nova York el 1988: «El primer que vaig fer l'any 1989 va ser treballar com a assistent en una pel·lícula titulada Companys inseparables, del director Norman René, que tractava d'un grup de novaiorquesos que s'enfrontaven a la crisi de la sida. Va ser una experiència important, vaig conèixer molts cineastes que estaven al departament d'art i em vaig fer amic de Kelly Reichardt, vaig deixar el departament d'art i vaig aconseguir una feina com a assistent del director».
El 2005 va estrenar Forty Shades of Blue. La pel·lícula segueix una jove russa que viu a Memphis amb un productor musical i que qüestiona la seva vida quan el seu fill adult hi va de visita. La pel·lícula està influenciada per les pel·lícules de Ken Loach i Satyajit Ray, va guanyar el Gran Premi del Jurat al Festival de Cinema de Sundance. A continuació la pel·lícula dramàtica d'època Married Life (2007), basada en la novel·la de 1953 de John Bingham Five Roundabouts to Heaven, va estar protagonitzada per Chris Cooper, Patricia Clarkson, Pierce Brosnan i Rachel McAdams.
L'amor és estrany (2014) és protagonitzada per John Lithgow, Alfred Molina i Marisa Tomei. La pel·lícula es va projectar tant al Festival de Cinema de Sundance de 2014 com al 64è Festival Internacional de Cinema de Berlín. Mark Kermode de The Guardian va escriure'n: «Veient aquesta història seductora d'una parella gai que du dècades junts, em va recordar les pel·lícules de Yasujirô Ozu, Woody Allen i Maurice Pialat».
La pel·lícula dramàtica del 2019 Frankie és protagonitzada per Isabelle Huppert, Brendan Gleeson, Greg Kinnear i Marisa Tomei. L'obra gira al voltant d'una actriu francesa veterana que està malalta i decideix passar les seves últimes vacances amb la seva família. El film es va estrenar al 72è Festival Internacional de Cinema de Canes.
La seva següent pel·lícula, Passages, es va rodar a França i es va estrenar el 2023. És protagonitzada per Franz Rogowski, Ben Whishaw i Adèle Exarchopoulos. Representa una parella d'homes consolidada un dels quals té una aventura amb una dona. Peter Bradshaw de The Guardian va elogiar la pel·lícula de Sachs i va comparar-la amb les obres d'Eric Rohmer, Woody Allen i Nora Ephron. La pel·lícula va provocar controvèrsia a la Motion Picture Association que li va donar una qualificació NC-17. Sachs ho va considerar com «una forma de censura cultural força perillosa, sobretot en una societat que malda contra la possibilitat de conformar una imatge del col·lectiu LGBT».
Sachs és jueu i gai. Va descriure Keep the Lights On com una pel·lícula semi-autobiogràfica. El gener de 2012, Sachs es va casar amb l'artista Boris Torres a la ciutat de Nova York, uns dies abans que nasquessin els seus bessons. Va aparèixer al documental alemany Wie ich lernte die Zahlen zu lieben (2014) d'Oliver Sechting i Max Taubert.
El desembre de 2023, juntament amb 50 cineastes més, Sachs va signar una carta oberta publicada al diari francès Libération exigint un alto el foc i la fi de l'assassinat de civils enmig de la invasió israeliana de la Franja de Gaza, i que s'establís un corredor humanitari per a l'ajuda humanitària i l'alliberament d'ostatges.
Sachs va escollir aquestes pel·lícules a l'enquesta de la revista Sight & Sound com les seves preferides de la història del cinema: «Les millors pel·lícules que s'han fet mai són per a mi les que m'han afectat més profundament. És pel seu impacte que aquestes mateixes pel·lícules són les que m'han influït més com a artista i cineasta. Són les pel·lícules que m'han fet ser el meu pare i la meva mare, els meus germans, els meus cosins i els meus amics. Seria algú diferent si no les hagués vist. Són part de mi»:
- La Gueule ouverte (1974)
- Je, tu, il, elle (1974)
- Sense sostre ni llei (1985)
- A l'atzar, Baltasar (1966)
- Mes petites amoureuses (1975)
- L'ansietat de Veronika Voss (1982)
- Pels nostres amors (F1983)
- Esplendor a l'herba (1961)
- El foc de la joventut (1945)
- Bakushû (1951)